# Thomas Fersen

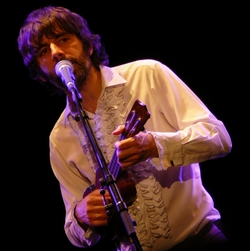
Thomas Fersen (März 2008)

Thomas Fersen (* 4. Januar 1963 in Paris) ist ein französischer Liedermacher. Obwohl seine Musikkarriere bereits in den späten 1980ern begann, wird er der Nouvelle Scène française beziehungsweise dem Nouvelle Chanson zugeordnet.

## Biographie
Thomas Fersen wurde als Sohn einer Krankenschwester und eines Bankangestellten im 11. Pariser Arrondissement geboren. Er ist das jüngste von drei Kindern. Seine beiden Schwestern sind zwei und vier Jahre älter.
Fersen wuchs in der Pariser Vorstadt, im Département Val-de-Marne auf. Seine Liebe zur Musik entdeckte er zusammen mit seinem Großvater, der neben seiner Tätigkeit als Bankier auch Musiker war.
1969 zog Fersen mit seiner Familie in das 20. Pariser Arrondissement um, wo er auch die Grundschule besuchte. In dieser Zeit begann er sich immer intensiver für Musik zu interessieren und verbrachte oft lange Zeit träumend vor den Schaufenstern diverser Musikläden. Obwohl seine Mutter sich nicht vorstellen konnte, dass es einen Sinn haben könnte, schenkte sie ihm seine erste Gitarre. Damals entstanden dann auch schon seine ersten Chansons.
Im Jahre 1978 zog Fersens Familie ein weiteres Mal um, ins 8. Pariser Arrondissement. Zwei Jahre später schloss er seine Schullaufbahn mit dem Baccalauréat, dem französischen Abitur, ab und gründete eine Musikgruppe mit dem Namen „UU“.
In den Jahren 1984 und 1985 absolvierte Fersen seinen Militärdienst.
1988 schließlich erschien seine erste Single „Ton héros Jane“, die aber nicht sehr erfolgreich war. 1990 wurde seine Tochter Juliette geboren und es erschien seine zweite Single „Le peuple de la nuit“. 1993 folgte dann Fersens erstes Album mit dem Titel „Le bal des oiseaux“, welches ihn sprichwörtlich über Nacht berühmt machte und ihm 1994 den Titel „Révélation masculine“ (männliche Neuentdeckung des Jahres) in Frankreich einbrachte. Seitdem bringt er alle zwei Jahre ein neues Album auf den Markt und ist in Frankreich sehr erfolgreich.
Typisch für Thomas Fersen sind seine sehr poetischen Liedtexte. Er weiß sehr gut mit Wortspielen umzugehen und spielt vor allem sehr gerne mit Bildern aus der Pflanzen- und Tierwelt. Die Themen seiner Texte sind sehr breit gefächert und reichen von alltäglichen Situationen über die Beschreibung von Träumen bis hin zu völlig abstrusen Begebenheiten. Besonders erwähnenswert ist seine tiefe und rauchige Stimme und die Tatsache, dass die Musikrichtung (Rock, Jazz, Blues etc.) von Album zu Album immer wieder wechselt.

## Diskografie
| Jahr | Titel                               | Höchstplatzierung, Gesamtwochen, AuszeichnungChartplatzierungen (Jahr, Titel, Platzierungen, Wochen, Auszeichnungen, Anmerkungen) | Höchstplatzierung, Gesamtwochen, AuszeichnungChartplatzierungen (Jahr, Titel, Platzierungen, Wochen, Auszeichnungen, Anmerkungen) | Höchstplatzierung, Gesamtwochen, AuszeichnungChartplatzierungen (Jahr, Titel, Platzierungen, Wochen, Auszeichnungen, Anmerkungen) | Anmerkungen                              |
| Jahr | Titel                               | CH | BEW | FR | Anmerkungen                              |
| ---- | ----------------------------------- | --- | --- | --- | ---------------------------------------- |
| 1997 | Le jour du poisson                  | — | — | FR34 Gold · (4 Wo.)FR |                                          |
| 1999 | Thom4s Fersen                       | — | — | FR36 (22 Wo.)FR |                                          |
| 2001 | Le bal des oiseaux                  | — | — | FR127 (3 Wo.)FR |                                          |
| 2001 | Triplex                             | — | — | FR38 (11 Wo.)FR | 3-fach-Live-CD                           |
| 2003 | Pièce montée des grands jours       | CH61 (3 Wo.)CH | BEW20 (6 Wo.)BEW | FR5 Gold · (51 Wo.)FR |                                          |
| 2004 | La cigale des grands jours          | CH78 (2 Wo.)CH | BEW46 (5 Wo.)BEW | FR19 (21 Wo.)FR | Livealbum                                |
| 2005 | Le pavillon des fous                | CH47 (3 Wo.)CH | BEW19 (12 Wo.)BEW | FR9 Gold · (30 Wo.)FR |                                          |
| 2008 | Trois petits tours                  | CH69 (2 Wo.)CH | BEW12 (11 Wo.)BEW | FR5 (30 Wo.)FR |                                          |
| 2011 | Je suis au paradis                  | CH90 (1 Wo.)CH | BEW9 (12 Wo.)BEW | FR10 (12 Wo.)FR |                                          |
| 2013 | Thomas Fersen & the Ginger Accident | — | BEW32 (18 Wo.)BEW | FR17 (14 Wo.)FR | als Thomas Fersen & the Ginger Accident  |
| 2017 | Un coup de queue de vache           | — | BEW26 (17 Wo.)BEW | FR16 (11 Wo.)FR |                                          |
| 2019 | C’est tout ce qu’il me reste        | CH84 (1 Wo.)CH | BEW38 (8 Wo.)BEW | FR29 (8 Wo.)FR | Erstveröffentlichung: 27. September 2019 |
| 2025 | Le choix de la reine                | — | — | FR52 (… Wo.)FR | Erstveröffentlichung: 28. Februar 2025   |

Weitere Alben
- 1993 – Le bal des oiseaux
- 1995 – Les ronds de carotte
- 1999 – Qu4tre
- 2006 – Bonne fête Hyacinthe (DVD)
- 2007 – Gratte-moi la puce – Best of de poche (Neuaufnahmen)